# 캐딜락 CT6

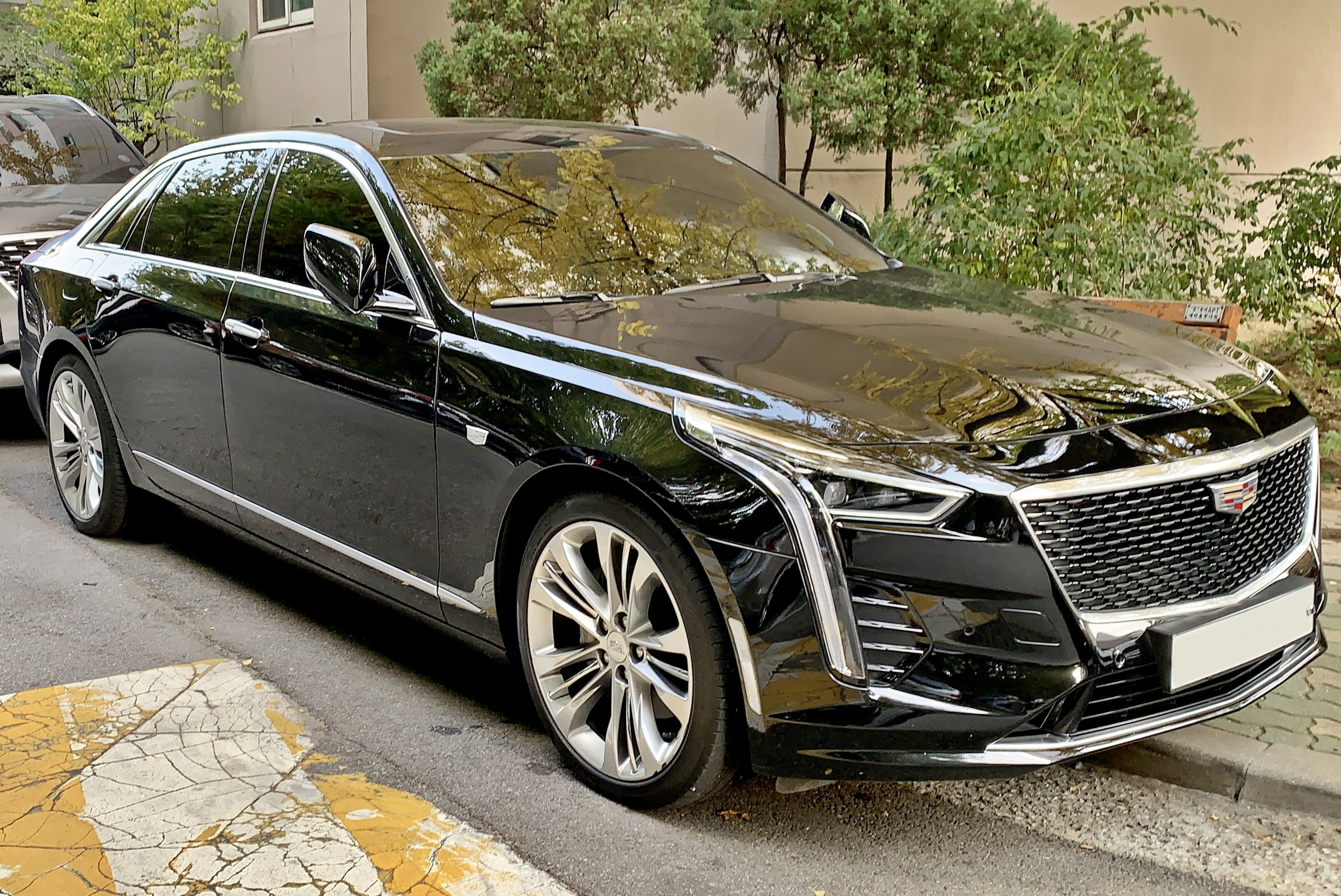
1세대 CT6 정측면

캐딜락 CT6(Cadillac CT6)는 미국의 고급 자동차 브랜드인 캐딜락의 후륜구동/AWD 방식의 대형 세단이다.

## 1세대
2015년 4월 뉴욕 모터쇼에서 공개되었고, 2016년 1월에 출시되었다. 엔진은 275마력 4기통 2.0L 트윈 스크롤 가솔린 싱글터보와 V6 3.6L 직접분사 및 V6 3.0L 가솔린 트윈터보의 3가지 엔진이 제공되었다. 후륜구동(4기통 모델에서 기본 제공됨)과 4륜구동(모든 V6 모델에서 기본 제공됨) 모두에서 선택할 수 있다. 2018년에는 V-스포츠에서 550마력, 일반 버전에서 500마력을 가진 V8 4.2L 가솔린 트윈터보 엔진이 추가되었다.
대한민국에는 2016년 7월에 V6 3.6L DOHC AWD가 우선 들어왔고, 2017년에 직렬 4기통 2.0L 트윈 스크롤 가솔린 싱글터보 엔진이 추가되었다. 2.0리터 트윈 스크롤 싱글터보 엔진은 ATS, CTS, 말리부, 카마로와 공용하는 LTG 유닛이다.
2019년 3월에는 에스칼라 컨셉트카의 디자인이 적용된 페이스리프트 모델이 출시되었다. 이와 함께 V6 3.6L DOHC 엔진만 남게 되었으며, 2.0리터 가솔린 싱글터보 모델은 전량 중국 생산으로 변경되어 대한민국에 들어오지 않는다.
2010년대 후반부터 SUV 붐이 가속화되면서 판매 부진에 빠졌고, 2020년 미국 햄트래믹 공장을 전기자동차 생산라인으로 전환함에 따라 생산이 중지되어 단종되었다. 현지에서 생산 중인 중국 시장에서는 계속 판매된다. 후속 차량은 대형 전기 세단인 셀레스틱이 대체할 예정이다.

## 2세대
중국 시장용으로 전환했으며, 자동변속기는 컬럼식이 장착된다. 대부분의 미국차에 적용되었던 긴 막대기 타입이 아닌, 벤츠 및 테슬라와 같은 짧은 바 형태의 전자식 컬럼 시프트 타입 자동변속기다.

## 경쟁 차량
- 벤츠 - S클래스
- BMW - 7시리즈
- 제네시스 - G90
- 아우디 - A8
- 재규어 - XJ
- 렉서스 - LS
- 링컨 - 컨티넨탈